# Canton de Châlette-sur-Loing
Le canton de Châlette-sur-Loing est une circonscription électorale française du département du Loiret en région Centre-Val de Loire.
Le canton de Châlette-sur-Loing est créé en 1973. Ses limites territoriales sont remaniées à la suite du redécoupage cantonal de 2014 ; son nombre de communes reste inchangé.

## Histoire
Le canton de Châlette-sur-Loing a été créé en 1973.
Un nouveau découpage territorial du Loiret entre en vigueur à l'occasion des premières élections départementales suivant le décret du 25 février 2014. Les conseillers départementaux sont, à compter de ces élections, élus au scrutin majoritaire binominal mixte. Les électeurs de chaque canton élisent au Conseil départemental, nouvelle appellation du Conseil général, deux membres de sexes différents, qui se présentent en binôme de candidats. Les conseillers départementaux sont élus pour 6 ans au scrutin binominal majoritaire à deux tours, l'accès au second tour nécessitant 12,5 % des inscrits au 1er tour. En outre la totalité des conseillers départementaux est renouvelée. Ce nouveau mode de scrutin nécessite un redécoupage des cantons dont le nombre est divisé par deux avec arrondi à l'unité impaire supérieure si ce nombre n'est pas entier impair, assorti de conditions de seuils minimaux. Dans le Loiret, le nombre de cantons passe ainsi de 41 à 21. Le nombre de communes du canton de Châlette-sur-Loing reste fixé à 6.
Le nouveau canton de Châlette-sur-Loing est formé de communes des anciens cantons d'Amilly (2 communes) et de Châlette-sur-Loing (4 communes). Il est entièrement inclus dans l'arrondissement de Montargis. Le bureau centralisateur est situé à Châlette-sur-Loing.

## Configuration à partir de 2015

### Représentation
| Période élective | Période élective | Mandat | Mandat   | Identité           | Nuance | Nuance | Qualité                                                                                     |
| ---------------- | ---------------- | ------ | -------- | ------------------ | ------ | ------ | ------------------------------------------------------------------------------------------- |
| 2015             | 2021             | 2015   | 2021     | Gérard Dupaty      |        | DVD    | Médecin, maire d'Amilly                                                                     |
| 2015             | 2021             | 2015   | 2021     | Cécile Manceau     |        | DVD    | Principale-adjointe de collège, Châlette-sur-Loing                                          |
| 2021             | 2028             | 2021   | en cours | Christophe Bouquet |        | LR     | Directeur général des services de la ville de Nemours, adjoint au maire d'Amilly            |
| 2021             | 2028             | 2021   | en cours | Farah Loiseau      |        | LR     | Coordinatrice des services jeunesse à la CC4V, conseillère municipale de Châlette-sur-Loing |

### Résultats détaillés

#### Élections de mars 2015
À l'issue du 1er tour des élections départementales de 2015, deux binômes sont en ballottage : Gérard Dupaty et Cécile Manceau (Union de la Droite, 33,09 %) et Ludovic Marchetti et Martine Pichereau (FN, 26,11 %). Le taux de participation est de 47,11 % (9 918 votants sur 21 053 inscrits) contre 49,98 % au niveau départemental et 50,17 % au niveau national.
Au second tour, Gérard Dupaty et Cécile Manceau (Union de la Droite) sont élus avec 65,13 % des suffrages exprimés et un taux de participation de 45,96 % (5 775 voix pour 9 677 votants et 21 053 inscrits).

#### Élections de juin 2021
Le premier tour des élections départementales de 2021 est marqué par un très faible taux de participation (33,26 % au niveau national). Dans le canton de Châlette-sur-Loing, ce taux de participation est de 26,93 % (5 667 votants sur 21 043 inscrits) contre 32,6 % au niveau départemental. À l'issue de ce premier tour, deux binômes sont en ballottage : Franck Demaumont et Stéphanie Plichon (Union à gauche, 35,29 %) et Christophe Bouquet et Farah Loiseau (DVD, 26,18 %).
Le second tour des élections est marqué une nouvelle fois par une abstention massive équivalente au premier tour. Les taux de participation sont de 34,36 % au niveau national, 32,79 % dans le département et 28,42 % dans le canton de Châlette-sur-Loing. Christophe Bouquet et Farah Loiseau (DVD) sont élus avec 57,05 % des suffrages exprimés (3 142 voix pour 5 982 votants et 21 048 inscrits),,. 

### Composition
Le nouveau canton de Châlette-sur-Loing comprend six communes entières.
| Nom                                        | Code Insee | Intercommunalité                 | Superficie (km2) | Population (dernière pop. légale) | Densité (hab./km2) | Modifier                                    |
| ------------------------------------------ | ---------- | -------------------------------- | ---------------- | --------------------------------- | ------------------ | ------------------------------------------- |
| Châlette-sur-Loing (bureau centralisateur) | 45068      | CA montargoise et rives du Loing | 13,13            | 12 958 (2022)                     | 987                | modifier les données · modifier les données |
| Amilly                                     | 45004      | CA montargoise et rives du Loing | 40,26            | 13 432 (2022)                     | 334                | modifier les données · modifier les données |
| Cepoy                                      | 45061      | CA montargoise et rives du Loing | 8,52             | 2 346 (2022)                      | 275                | modifier les données · modifier les données |
| Conflans-sur-Loing                         | 45102      | CA montargoise et rives du Loing | 9,14             | 362 (2022)                        | 40                 | modifier les données · modifier les données |
| Corquilleroy                               | 45104      | CA montargoise et rives du Loing | 13,96            | 2 840 (2022)                      | 203                | modifier les données · modifier les données |
| Paucourt                                   | 45249      | CA montargoise et rives du Loing | 20,20            | 920 (2022)                        | 46                 | modifier les données · modifier les données |
| Canton de Châlette-sur-Loing               | 4502       |                                  | 105,21           | 32 858 (2022)                     | 312                | modifier les données                        |

### Démographie
En 2022, le canton comptait 32 858 habitants, en évolution de +3,09 % par rapport à 2016 (Loiret : +1,89 %, France hors Mayotte : +2,11 %).
| 2013   | 2018   | 2022   |
| ------ | ------ | ------ |
| 31 440 | 32 332 | 32 858 |

## Configuration de 1973 à 2015

### Représentation de 1973 à 2015
| Période | Période | Identité         | Étiquette | Qualité |
| ------- | ------- | ---------------- | --------- | --- |
| 1973    | 1979    | Max Nublat       | PCF       | Instituteur Ancien conseiller général du canton de Montargis Maire de Châlette-sur-Loing (1971-1977) Maire de Montargis (1977-1983 ; 1989-1997) |
| 1979    | 2004    | Jean Louis       | PCF       | Employé chez Hutchinson Maire de Châlette-sur-Loing (1977-2001)                                                                                 |
| 2004    | 2015    | Franck Demaumont | PCF       | Fonctionnaire Maire de Châlette-sur-Loing depuis 2001                                                                                           |

- Élections cantonales de 2004 : Franck Demaumont   (PCF) est élu au 2e tour avec 52,08 % des suffrages exprimés, devant Thierry Souchet   (UMP) (29,16 %) et Dominique Fauvin (FN) (18,76 %). Le taux de participation est de 64,76 % (8 378 votants sur 12 937 inscrits)[18].
- Élections cantonales de 2011 : Franck Demaumont   (PCF) est élu au 2e tour avec 56,03 % des suffrages exprimés, devant Dominique Laurent   (MPF) (43,97 %). Le taux de participation est de 46,36 % (6 435 votants sur 13 881 inscrits)[19].

### Composition

Situation du canton de Châlette-sur-Loing dans le département du Loiret avant 2015.

Le canton de Châlette-sur-Loing, d'une superficie de 82 km2, est composé de six communes
.
| Nom                            | Code Insee | Codepostal | Superficie (km2) | Population (dernière pop. légale) | Densité (hab./km2) |
| ------------------------------ | ---------- | ---------- | ---------------- | --------------------------------- | ------------------ |
| Châlette-sur-Loing (chef-lieu) | 45068      | 45120      | 13,13            | 13 053 (2012)                     | 994                |
| Cepoy                          | 45061      | 45120      | 8,52             | 2 347 (2012)                      | 275                |
| Corquilleroy                   | 45104      | 45120      | 13,96            | 2 715 (2012)                      | 194                |
| Pannes                         | 45247      | 45700      | 20,84            | 3 545 (2012)                      | 170                |
| Paucourt                       | 45249      | 45200      | 20,20            | 892 (2012)                        | 44                 |
| Villevoques                    | 45343      | 45700      | 5,06             | 215 (2012)                        | 42                 |

### Démographie

#### Évolution démographique
En 2012, le canton comptait 22 767 habitants.
| 1975   | 1982   | 1990   | 1999   | 2006   | 2011   | 2012   |
| ------ | ------ | ------ | ------ | ------ | ------ | ------ |
| 20 003 | 22 201 | 22 305 | 22 128 | 21 920 | 22 694 | 22 767 |

#### Âge de la population
La pyramide des âges, à savoir la répartition par sexe et âge de la population, du canton de Châlette-sur-Loing en 2009 ainsi que, comparativement, celle du département du Loiret la même année sont représentées avec les graphiques ci-dessous.
La population du canton comporte 48,7 % d'hommes et 51,3 % de femmes. Elle présente en 2009 une structure par grands groupes d'âge similaire à celle de la France métropolitaine. 
Il existe en effet 105 jeunes de moins de 20 ans pour cent personnes de plus de 60 ans, soit un indice de jeunesse de 1,05, alors que pour la France cet indice est de 1,06. L'indice de jeunesse du canton est également inférieur à celui  du département (1,1) et supérieur à celui de la région (0,95).
| Hommes | Classe d’âge | Femmes |
| ------ | ------------ | ------ |
| 0,3    | 90 ans ou +  | 1,0    |
| 7,4    | 75 à 89 ans  | 10,1   |
| 15,9   | 60 à 74 ans  | 15,5   |
| 19,0   | 45 à 59 ans  | 19,7   |
| 19,9   | 30 à 44 ans  | 19,0   |
| 17,0   | 15 à 29 ans  | 16,1   |
| 20,4   | 0 à 14 ans   | 18,5   |

| Hommes | Classe d’âge | Femmes |
| ------ | ------------ | ------ |
| 0,4    | 90 ans ou +  | 1,1    |
| 6,6    | 75 à 89 ans  | 9,5    |
| 13,4   | 60 à 74 ans  | 13,9   |
| 20,1   | 45 à 59 ans  | 20,0   |
| 20,3   | 30 à 44 ans  | 19,5   |
| 19,3   | 15 à 29 ans  | 17,7   |
| 19,9   | 0 à 14 ans   | 18,2   |